# Theodore Bent
 (janvier 2022).
Si vous disposez d'ouvrages ou d'articles de référence ou si vous connaissez des sites web de qualité traitant du thème abordé ici, merci de compléter l'article en donnant les références utiles à sa vérifiabilité et en les liant à la section « Notes et références ».
Pour les articles homonymes, voir Bent.
James Theodore Bent, né à Leeds (Yorkshire, Royaume-Uni) le 30 mars 1852, mort le 5 mai 1897, voyageur et archéologue britannique.

## Biographie
Il fit ses études à Malvern Wells puis Repton School avant de rejoindre le Wadham College, à l'université d'Oxford, en 1871. Il fut reçu Bachelor of Arts en 1875 et rejoignit Lincoln's Inn — institut d'études judiciaires préparant l'entrée au barreau — mais ne devint jamais avocat. Le 2 août 1877, il épousa Mabel, fille de Robert Westlay Hall Dare. Doué pour les langues, il partagea avec sa femme une passion pour le voyage.
En 1877‑1878, il effectua un voyage à Saint-Marin, voyage qui donna lieu à un livre en 1879. En 1879-1880, il voyagea en Italie, ce qui donna lieu à un livre sur Garibaldi en 1881.
Un périple de deux ans dans les Cyclades avec sa femme produisit à son tour The Cyclades or Life among the Insular Greeks en 1885.

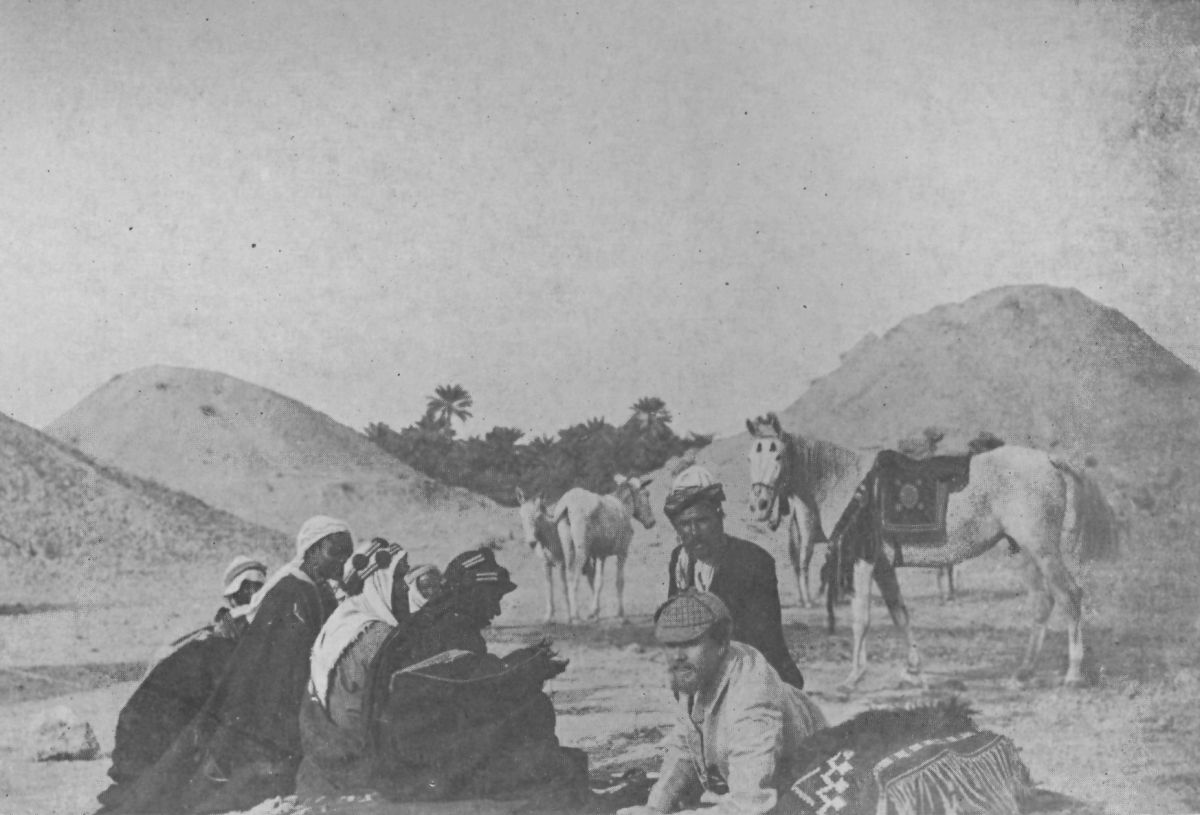
Theodore Bent au Bahreïn en 1900

Partant du Pirée, ils séjournèrent à Syros (novembre), Sérifos (début décembre), Siphnos, Kimolos avant de retourner à Syros vers la fin décembre. Ils passèrent Noël (latin et pas orthodoxe) à Naxos, puis le nouvel an à Santorin. Ils firent un aller-retour pour Anafi. De Santorin, ils remontèrent vers Ios, Sikinos puis Folégandros. En février 1884, ils étaient sur Paros et Antiparos. Ils retournèrent de nouveau à Syros. Ils entreprirent un nouveau tour des Cyclades par Mykonos, Délos, Tinos, Andros, Kythnos, Kéa, retour à Syros. Ils passèrent les fêtes de Pâques à Amorgós. Nouvel arrêt à Syros sur la route du Pirée. Il fut, lors de ce voyage, le premier à révéler l'originalité de la civilisation cycladique.
En 1885-1887, il partit de nouveau en Égée : il visita Karpathos, Samos et Thasos où il se livra au même travail que dans les Cyclades : recueillir les traditions et les coutumes locales, copier les inscriptions et fouiller pour découvrir des vestiges anciens. Il se heurta cependant à l'opposition du gouvernement ottoman quand il voulut emporter les marbres découverts et achetés à Thasos. Il publia de nombreux articles dans l’Archæological Journal, le Journal of Hellenic Studies ou encore le Journal of the Anthropological Institute. En 1887, il publia les inscriptions trouvées à Thasos.
En 1888-1889, il partit à la découverte des villes de Lydae et Césarée lors d'un voyage sur la côte d'Asie Mineure, dont les inscriptions furent publiées dans le volume X du Journal of Hellenic Studies.
En 1889, il visita Bahreïn et fouilla des ruines de la civilisation phénicienne. L'année suivante, ce fut au tour de la Cilicie Trachée puis, en 1891, du Mashonaland (Zimbabwe), cette fois sans sa femme. En 1892, il rédigea ainsi The Ruins of Mashonaland (trois éditions de 1892 à 1895). En 1893, il s'aventura en Abyssinie, toujours sans sa femme, et publia The Sacred Cities of the Ethiopians.
De 1893-1897, il effectua sept voyages dans la péninsule Arabique, avec sa femme. Au terme de ces voyages, il mourut le 5 mai 1897 d'une pneumonie, conséquence d'une malaria contractée à Aden. Sa femme prononça une conférence sur ces voyages en 1897 et publia en 1900 Southern Arabia à partir des notes de son mari.